# Triors
Triors ist eine französische Gemeinde mit 639 Einwohnern (Stand: 1. Januar 2022) im Département Drôme in der Region Auvergne-Rhône-Alpes; sie gehört zum Arrondissement Valence und zum Kanton Romans-sur-Isère.

## Geographie
Triors liegt etwa 25 Kilometer nordöstlich von Valence. Umgeben wird Triors von den Nachbargemeinden Geyssans im Nordwesten und Norden, Châtillon-Saint-Jean im Osten und Südosten sowie Génissieux im Südwesten und Westen.

## Bevölkerungsentwicklung
| Jahr                       | 1911 | 1962 | 1968 | 1975 | 1982 | 1990 | 1999 | 2006 | 2019 |
| -------------------------- | ---- | ---- | ---- | ---- | ---- | ---- | ---- | ---- | ---- |
| Einwohner                  | 298  | 203  | 202  | 189  | 286  | 383  | 482  | 506  | 602  |
| Quellen: Cassini und INSEE |      |      |      |      |      |      |      |      |      |

## Sehenswürdigkeiten
- Benediktinerkloster Notre-Dame aus dem 18. Jahrhundert, heutiger Bau aus dem 20. Jahrhundert
- Schloss aus dem 18. Jahrhundert, Monument historique, heute Teil der Klosteranlagen

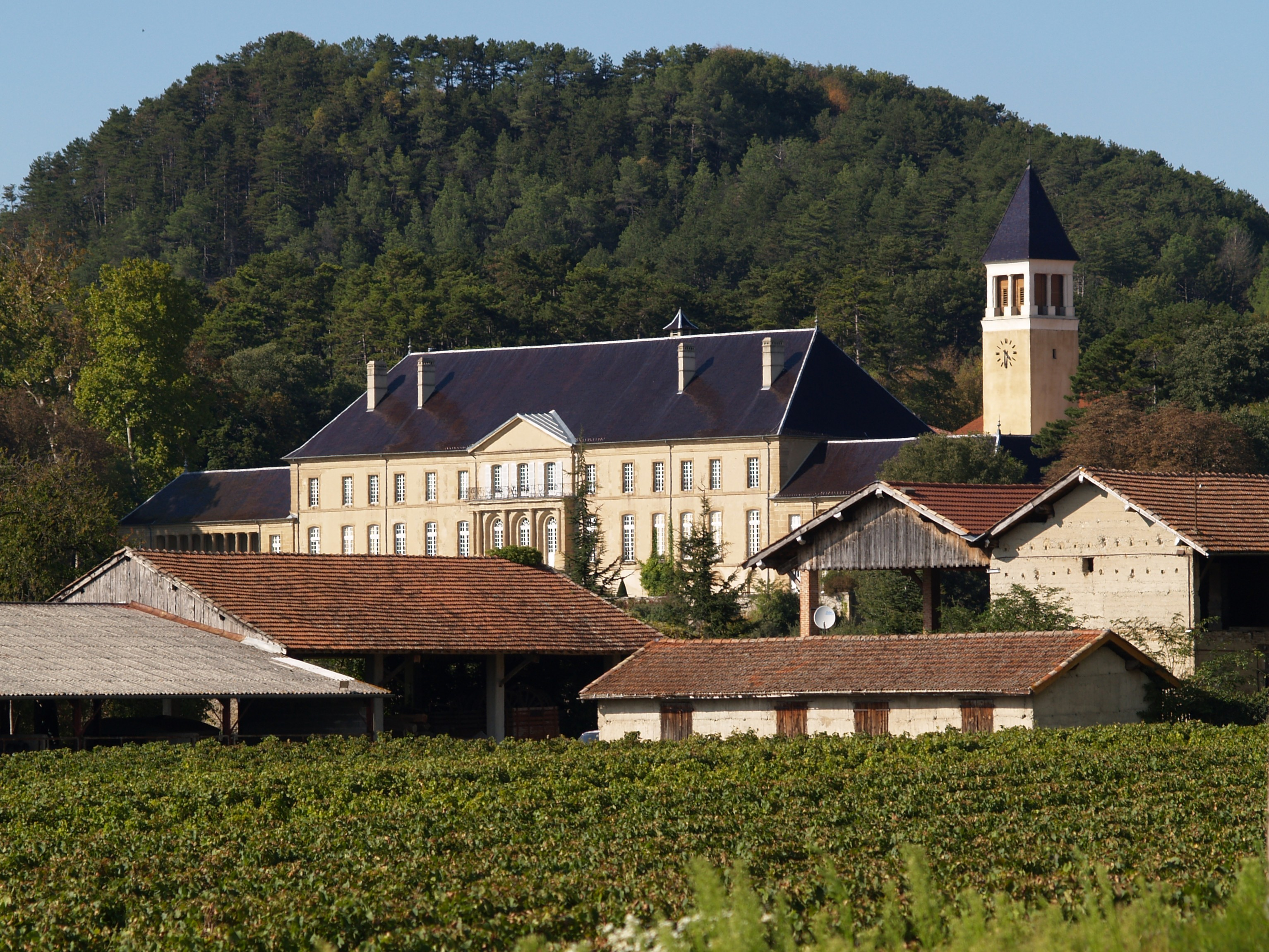
Kloster Notre-Dame mit dem früheren Schloss